# Beutinger & Steiner

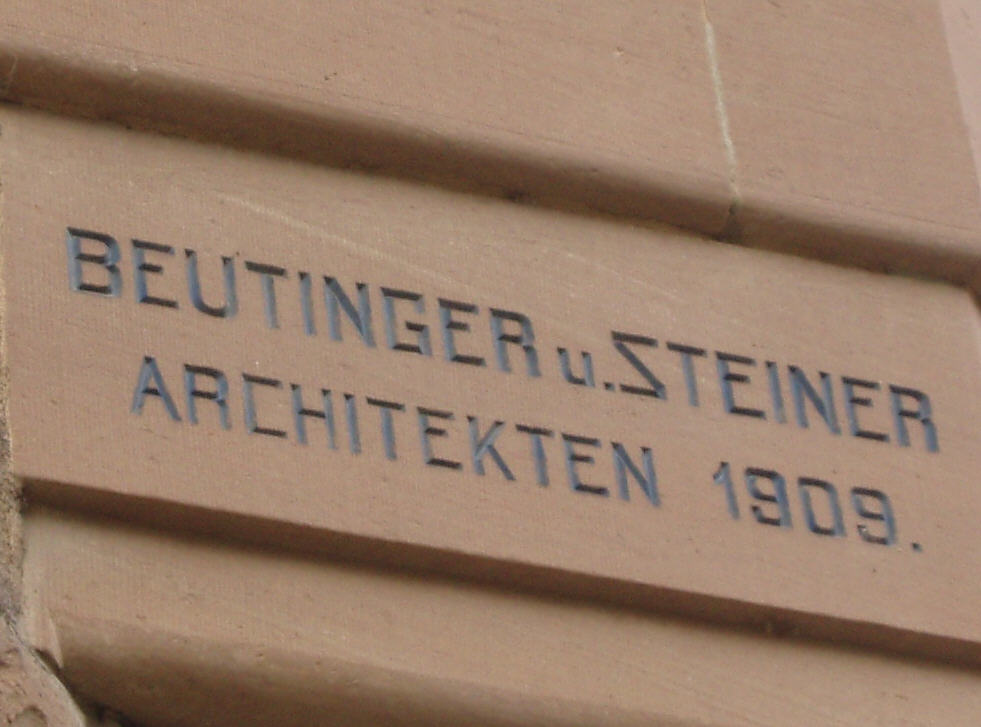
Beutinger & Steiner kennzeichneten ihre Bauten regelmäßig mit solchen Inschriften.

Unter dem Namen Beutinger & Steiner betrieben Emil Beutinger und Adolf Steiner zu Beginn des 20. Jahrhunderts Architektur- und Designbüros in Darmstadt und Heilbronn, zeitweise auch in Stuttgart. Etliche ihrer erhaltenen Bauten stehen mittlerweile unter Denkmalschutz.

## Geschichte

### Steiner
Während Emil Beutingers Werdegang gut dokumentiert ist, finden sich über Adolf Steiner nur wenige Nachrichten. Er lebte von 1875 oder 1879 bis 1944. Er war geprüfter Wasserbautechniker und unterschrieb als solcher z. B. in den Bauakten zu Gebäuden am Hammelwasen 33 und 34 in Heilbronn, die sich unter der Signatur A034-1703 im Heilbronner Stadtarchiv befinden. Nach der Auflösung der Bürogemeinschaft mit Beutinger arbeitete er allein als Architekt weiter. In einem Baugesuch von 1927 (Signatur A034-3079 im Heilbronner Stadtarchiv), das sich auf Gebäude in der Lohtorstraße 33 und der Lammgasse 2 in Heilbronn bezieht, erscheint er allein als Architekt. Die alte Firmierung Beutinger & Steiner in den Akten wurde durch einen Stempel geändert.

### Beutinger
Emil Beutinger, der aus Heilbronn stammte, lebte von 1875 bis 1957. Er absolvierte eine Steinmetzlehre und ein Studium der Architektur in Stuttgart und Darmstadt, danach arbeitete er unter anderem 1896/97 in Mannheim bei der Baufirma J. Peters und in Berlin bei dem Architekten Otto Rieth, wurde Lehrer und stellvertretender Direktor an der Gewerbeschule Darmstadt sowie Hauptlehrer an der Großherzoglichen Landesbaugewerkeschule. Nachdem er Assistent an der Technischen Hochschule Darmstadt gewesen war, wurde er Professor für bürgerliche Baukunst. 1911 erhielt er eine Professur an der Kunstgewerbeschule in Wiesbaden, deren Direktor er von 1913 bis 1921 war. 1921 zum Oberbürgermeister von Heilbronn gewählt, wurde er 1933 seines Amtes enthoben und in den Ruhestand versetzt. Während des Dritten Reichs betätigte er sich wieder als Architekt, allerdings nun ohne Compagnon. 1945 setzte die US-Militärregierung Beutinger wieder als Oberbürgermeister und zusätzlich als Landrat ein. Im Jahr darauf ging Beutinger als Oberbürgermeister in den Ruhestand. Beutinger war Gründer und langjähriger Herausgeber der Zeitschrift Industriebau.
Beutinger betrieb 1899 in Darmstadt noch alleine ein Atelier für Architektur und Kunstgewerbe, wie aus einem Firmenstempel mit dem Text „E. Beutinger / Atelier für Architektur / u. Kunstgewerbe / Darmstadt“ auf einem Entwurf aus dieser Zeit hervorgeht. Seine Möbel- und Zimmerentwürfe wurden 1904 in einem Artikel von Otto Schulze-Köln gelobt, der ihn bereits als „Baukünstler großen Stils“ bezeichnete.

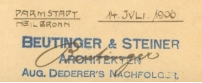
Stempel aus dem Jahr 1906 und Unterschrift Beutingers

Er tat sich offenbar wenig später mit Adolf Steiner zusammen.

### Beutinger & Steiner als Architekten
Beutinger & Steiner betrieben Architektur- und Designbüros in verschiedenen Orten. Genannt werden meist Darmstadt und Heilbronn, wo sie laut einem Firmenstempel die Nachfolge des 1903 verstorbenen August Dederer angetreten hatten, später auch Stuttgart und Heilbronn. In einem Briefkopf aus dem Jahr 1910 sind zwar noch die Orte Heilbronn und Darmstadt angegeben, aber nur zwei Heilbronner Telefonnummern und keine in Darmstadt. Beutinger & Steiner bezeichnen in diesem Briefkopf ihr Unternehmen als „Specialbureau für Fabrikbauten“.
In einem Aufsatz in der Zeitschrift Dekorative Kunst aus dem Jahr 1911 lobte Franz Mannheimer die Werke der beiden Architekten, allerdings mit deutlichem Schwerpunkt auf Beutinger, unter anderem mit den Worten, Emil Beutinger habe bereits zu einer Zeit, als ringsum noch „die subjektiv bizarre Manier des Jugendstils herrschte“, einen „ruhigen, sachlichen Stil“ entwickelt, sich aber auch die Werte früherer Epochen nachfühlend anzueignen gesucht. Die Ateliergemeinschaft Beutinger & Steiner habe sowohl im In- als auch im Ausland „Villen von einfach ländlichem bis massiv geschlossenem Charakter“, Fabriken und außerdem Mietshäuser hervorgebracht, die unter den in Gessners Standardwerk Das deutsche Mietshaus vorgestellten Mietshäusern „am meisten persönlichen Charakter“ trügen.
Die jüngsten von Beutinger & Steiner errichteten Bauwerke scheinen aus der Zeit vor dem Ersten Weltkrieg zu stammen, etwa das Portland-Zementwerk in Lauffen am Neckar, das 1911 errichtet wurde, und das Nettel-Kamerawerk in Sontheim aus dem Jahr 1912.

### Beutinger & Steiner als Designer
Beutinger & Steiner konzentrierten sich nicht nur auf Architektur, sondern entwarfen unter anderem auch Geschirr und andere Gefäße. In der Zeitschrift Die Kunst stellte J. Baum 1910 ein Kaffeeservice und hessische Töpfereien vor, die Beutinger & Steiner bei den Darmstädter Firmen L. Noacks Nachf. und E. Eckerts Nachf. hatten produzieren lassen. Weinkühler, Bowlen und Leuchter nach Entwürfen des Ateliers produzierte Carl Rittershaus, ebenfalls in Darmstadt ansässig. Im selben Heft dieser Zeitschrift findet man auch eine Gläserserie und diverse Kompottschalen nach Entwürfen von Beutinger & Steiner. die in dem Artikel Geschenke. Vom Schenken überhaupt. von Eugen Kalkschmidt vorgestellt wurden. Thema dieses ziemlich essayistischen Artikels war der Kampf zwischen Kunst und Kunsthandwerk, zwischen billiger Massenware und kaum erschwinglichen Designstücken sowie die Frage, ob denn auch bezahlbare, aber qualitativ hochwertige Waren auf diesem Sektor zu finden seien. Ausgewählt wurden nur Stücke zu einem Preis zwischen 2 und 150 Mark. Der Autor vermerkte: „Wir waren überrascht, wie viel Gutes sich fand, unter Arbeiten, die durchweg keine Massenware, sondern überwiegend handwerkliche Einzelprodukte sind, was ja bekanntlich die Mitarbeit der Maschine nicht ausschließt […]“ Noch 1912 wurden in der Kunst. Entwürfe zu lichtechten Tapeten von Beutinger & Steiner. vorgestellt, die in der Tapetenfabrik Bammental angefertigt wurden.

## Liste von Bauwerken

### Bietigheim
| Adresse | Baujahr | Geschichte und Beschreibung | Status | Bild |
| ------- | ------- | --- | ------ | ---- |
|         | um 1909 | Das Haus Grimm wurde für den Handelsgärtner Grimm errichtet. Die oberen Geschosse waren mit naturfarbigen Eichenholzschindeln verkleidet, die Fassaden ansonsten in grauem Putz und rotem Sandstein gehalten. Das Bauwerk ist in dem Artikel von J. Baum in der Zeitschrift Die Kunst mit einer Außenansicht und drei Grundrissen vertreten. Mit Badezimmer, Loggia, Salon etc. genügte es auch gehobenen Ansprüchen. |        |      |

### Gruppenbach
| Adresse | Baujahr | Geschichte und Beschreibung | Status | Bild |
| ------- | ------- | --- | ------ | ---- |
|         | 1907/08 | Das Landhaus des Schultheißen Hiltwein wurde auf einer halben Seite in der Architektonischen Rundschau vorgestellt. Das Stadtarchiv Heilbronn besitzt das Blatt unter der Signatur D079-90. Außerdem auch Abbildungen in Der Profanbau. Zeitschrift für Geschäftshaus-, Industrie- und Verkehrs-Bauten. |        |      |

### Heilbronn
| Adresse                                                            | Baujahr | Geschichte und Beschreibung | Status                                                      | Bild |
| ------------------------------------------------------------------ | ------- | --- | ----------------------------------------------------------- | ---- |
| Allee 72                                                           | 1914    | Das Verwaltungsgebäude der Allgemeinen Ortskrankenkasse Heilbronn wurde im Zweiten Weltkrieg zerstört. | nicht erhalten                                              |      |
| Badstraße 48                                                       | 1909    | Das Schwabenhaus ist das älteste Vereinsheim der Stadt. Bootshallen, Kegelbahn, Gesellschaftsräume und Terrassen wurden zunächst ausschließlich von den sogenannten „Ruderschwaben“ genutzt. J. Baum veröffentlichte in dem Artikel Arbeiten der Architekten Beutinger und Steiner in Heilbronn 1910 in der Zeitschrift Die Kunst außer den Grundrissen auch eine Außenansicht des Gebäudes. Im Zweiten Weltkrieg schwer beschädigt, wurde das Gebäude später wieder aufgebaut. | nach Kriegsschäden wieder aufgebaut, nicht denkmalgeschützt |      |
| Bergstraße 25-27                                                   | 1906    | Das Doppelwohnhaus wurde für den Werkmeister Hermann Huber errichtet. Die Bauakten befinden sich unter Signatur A034-1394 im Stadtarchiv Heilbronn. | nicht erhalten                                              |      |
| Bruckmannstraße 16a (?)                                            | 1904    | Das Landhaus der Frau K. Gmelin wurde 1904 gebaut und 1907 in der Architektonischen Rundschau vorgestellt. Zwei Exemplare dieser Ausgabe befinden sich unter der Signatur D079-88 im Stadtarchiv Heilbronn, das sich offenbar über den Standort des Hauses nicht sicher ist. Eine Außenansicht sowie ein Grundriss wurden 1907 in Landhaus und Garten veröffentlicht. | nicht erhalten                                              |      |
| Cäcilienstraße 42                                                  | 1907/08 | H. Huber ließ sich ein Doppelwohnhaus bauen, das in der Architektonischen Rundschau vorgestellt wurde. Ein Exemplar der Bildtafel aus dieser Zeitschrift befindet sich unter der Signatur D079-89 im Stadtarchiv Heilbronn. Sie zeigt den Grundriss eines Stockwerks sowie eine Zeichnung der Straßenansicht des Hauses. | kriegszerstört, nicht originalgetreu wiederaufgebaut        |      |
| Frankfurter Straße 18 und 18/1                                     | 1906/08 | Der Kaufmann Ludwig (Louis) Marx ließ sich ein Wohn- und Geschäftshaus bauen. Gleichzeitig wurde das Hintergebäude Frankfurter Straße 18/1, in dem sich eine Darmsortieranstalt und eine Werkstatt befand, umgebaut. Die Bauakten befinden sich unter der Signatur A034-1614 im Heilbronner Stadtarchiv. Während des Dritten Reichs musste Marx die Häuser deutlich unter Wert verkaufen; der Einheitswert hätte 75.000 RM betragen, der Kaufpreis betrug 55.000 RM. |                                                             |      |
| Friedensplatz 4, früher: Bismarckstraße 23, Kaiser-Wilhelm-Platz 4 | 1905    | Das Wohnhaus für den Fabrikanten Georg Drautz war wahrscheinlich einer der ersten Bauten von Beutinger & Steiner. Die Bauakten tragen die Signatur A034-2122 im Stadtarchiv Heilbronn. | nicht erhalten                                              |      |
| Grünewaldstraße 16, früher Alleenstraße                            | 1913    | Die Alleenschule in Heilbronn-Böckingen wird nach wie vor als Schulgebäude genutzt. | erhalten                                                    |      |
| Gutenbergstraße 25                                                 | 1905    | Das Wohnhaus in der Gutenbergstraße 25 wurde für Emil Beutingers Bruder Otto, einen Kaufmann, geplant, der aber während der Bauzeit verstarb. Es wurde dann für Emil Beutinger selbst fertiggestellt. 1917 wurde der Anbau unter dem Besitzer Rudolf Leopold aufgestockt, wiederum nach Plänen von Beutinger & Steiner. Die Bauakten befinden sich unter der Signatur A034-3817 im Heilbronner Stadtarchiv. Zwei Ansichten des Hauses sowie ein Grundriss finden sich in Hermann Muthesius’ Landhaus und Garten. Beutinger baute sich 1925 ein anderes Haus in einem ehemaligen Weinberg, das vermutlich als Sandbergsteige 4 in veränderter Form noch besteht. |                                                             |      |
| Innsbrucker Straße 12, früher Staufenbergstr. 12                   | 1909    | Das Wohnhaus wurde für die Firma Weisert & Daur errichtet; die Bauakten befinden sich unter der Signatur A034-3685 im Stadtarchiv Heilbronn. Alfred Weisert und Carl Daur betrieben auf den Grundstücken Nr. 12 und 14, später offenbar auch 16, eine lithographische Anstalt, die sie 1896 in der Karmeliterstraße 34 gegründet hatten. Der Umzug in die Staufenbergstraße war 1898 erfolgt. Bis 1969 waren Erben Weiserts an dem Unternehmen beteiligt, das 1979 in einen Neubau in der Benzstraße 9 umzog. 1976 kam es zu einer Brandstiftung im Gebäude Nr. 12. 1979 wurden die Fabrikgebäude in der Innsbrucker Straße 14 und 16 abgebrochen. | nicht erhalten                                              |      |
| Kaiserstraße 46                                                    | 1905/07 | Der Kaufmann Heinrich Grünwald ließ nach Plänen von Beutinger & Steiner ein Wohn- und Geschäftshaus errichten. Wenige Jahre später wurde bei einem Umbau das Haus wohl teilweise abgerissen. Seine Sandsteinfassade wurde am Haus Roßkampfstraße 4 weiterverwendet und steht mittlerweile unter Denkmalschutz. Ein Fassadenentwurf von Beutinger & Steiner, der sich im Heilbronner Stadtarchiv befindet, stimmt mit der Gestaltung der Fassade am Haus Roßkampfstraße 4 nicht in allen Einzelheiten überein. Die Denkmaltopographie schreibt diese Fassade Adolf Braunwald zu und datiert sie ins Jahr 1913. Dem widerspricht aber nicht nur die Darstellung des Heilbronner Stadtarchivs, sondern auch die Schilderung des Hauses in L'Architecture du XXième Siècle. in der berichtet wird, das Haus sei nach Plänen von Beutinger & Steiner in einer Zeit von zwei Jahren errichtet worden, was 65.000 Mark gekostet habe. Hervorgehoben wird dort die „mit gelblichweißem, geflammtem Sandstein von Klingenmünster verblendete Fassade“, die ausführlich geschildert wird. Laut dieser Hausbeschreibung befand sich in jedem Obergeschoss eine Wohnung mit Badezimmer; das Erdgeschoss war dem Ladenraum und einer Durchfahrt vorbehalten. | nicht erhalten                                              |      |
| Kaiserstraße 50                                                    | 1905/06 | Hofphotograph Karl Fleischmann ließ ein Wohn- und Geschäftshaus errichten; der Vorgängerbau wurde von Beutinger & Steiner komplett um- bzw. neu gebaut. Die Bauakten befinden sich unter der Signatur A034-3596 im Heilbronner Stadtarchiv. | nicht erhalten                                              |      |
| Karlstraße 8                                                       | 1909?   | Partikulier Friedrich Sailer ließ von Beutinger & Steiner ein Magazingebäude östlich der Allee errichten, das offenbar später von Adolf Steiner noch aufgestockt wurde. Die Bauakten befinden sich unter der Signatur A034-2903 im Heilbronner Stadtarchiv. Offenbar befand sich dort auch zumindest zeitweise das Architekturbüro Beutingers. Adolf Steiner wohnte mit seiner Familie 1944 in diesem Haus. Steiner, seine Frau und seine Tochter kamen bei den Luftangriffen auf Heilbronn am 4. Dezember 1944 ums Leben. | nicht erhalten                                              |      |
| Kernerstraße 66                                                    | 1909    | Das Wohn- und Geschäftshaus an der Ecke Kerner-/Moltkestraße wurde 1992 nicht in die Denkmalliste aufgenommen, steht aber auf einer Liste kunsthistorisch bedeutender und schützenswerter Gebäude, die die Stadt Heilbronn 1975 erstellte. | erhalten, nicht denkmalgeschützt                            |      |
| Kleine Bahngasse 2                                                 | 1908/13 | Auftraggeber für den Bau der Eisenhandlung samt Lagergebäude waren die Gebrüder Scheuer. Die Bauakten sind unter der Signatur A034-2936 im Stadtarchiv Heilbronn zu finden. |                                                             |      |
| Lammgasse 30, 32 und Zehentgasse 31                                | 1910    | Beutinger & Steiner bauten die bestehenden Gebäude 1910 komplett um. |                                                             |      |
| Lauterbachweg 26, 26 (früher: Rosenberg 23 und 24)                 | 1907/09 | Leimfabrikant Wilhelm Plappert senior ließ das Doppelwohnhaus auf dem Gelände der Leimfabrik, die 1906 abgebrannt war, errichten. Eine Abwasserbeseitigung, die in den Neckar geführt hätte, wurde zwar geplant, aber nicht mit ausgeführt, ebenso ein weiteres Haus. Beutinger & Steiner konnten den noch vorhandenen Keller für den Bau nutzen. Das Haus wurde im Jahr 1974 abgerissen. Die Bauakten befinden sich unter der Signatur A034-1069 im Stadtarchiv Heilbronn. | nicht erhalten                                              |      |
| Lerchenberg 8                                                      | 1907/08 | Das Haus Nr. 8 der Villenkolonie am Lerchenberg wurde in der Architektonischen Rundschau 12, 1908, auf Tafel 93 vorgestellt. Das Stadtarchiv Heilbronn besitzt das Blatt unter der Signatur D079-91. Die Villenkolonie im Heilbronner Osten entwickelte sich um die Wende vom 19. zum 20. Jahrhundert, als viele Unternehmer dort ihren Wohnsitz errichteten. Louis de Millas hatte bereits in der Mitte des 19. Jahrhunderts vier neue Vorstadtquartiere vorgesehen, Reinhard Baumeister zeichnete in den 1870er Jahren einen Erweiterungsplan für Heilbronn, in dem die Gewanne Lerchenberg und Steinweg zur Bebauung vorgesehen waren. |                                                             |      |
| Lerchenstraße 79                                                   | 1907/08 | Die Villa Brüggemann, auch als Haus Brüggemann oder Villa Pfleiderer bekannt, wurde für den Fabrikanten Walter Brüggemann errichtet. Die Bauakten des Jugendstilhauses befinden sich unter der Signatur A034-821 im Heilbronner Stadtarchiv. Das Bauwerk wurde, mittlerweile im Besitz der Familie Pfleiderer befindlich, in den 1970er Jahren abgerissen. Dabei wurden zwei Reliefs, die die Fassade geschmückt hatten, gerettet. Sie zeigen zwei junge Frauen mit einem Bienenkorb und einem Spinnrocken bzw. mit einem Vogel und einem Blumenstrauß. Die beiden Steine befinden sich mittlerweile im Lapidarium in Heilbronn. Auch das Relief eines Frauenkopfes, das sich über einem Fenster befunden hatte, und zwei Kragsteine mit Löwenkopf wurden geborgen und dem Lapidarium überlassen. In seinem Artikel Das Haus Brüggemann in Heilbronn aus dem Jahr 1911 erwähnt Franz Mannheimer diesen Fassadenschmuck mit keinem Wort. Er beschreibt dafür ausführlich die Gartenanlagen, die auf abfallendem Terrain angelegt wurden und auch Platz für ein Stallgebäude und ein Kutscherhaus boten. Die Fassadenflächen der Villa waren grau verputzt, die gliedernden Elemente aus Sandstein gestaltet, das Dach mit Ziegeln gedeckt. An der Front befanden sich zwei Erkertürme, dazwischen ein loggiaartiger Balkon. Für diesen Einbau und die Aufbauten wurde Eichenholz verwendet, für die Hauben der Türme Kupfer. Hinter dem Haupteingang folgten verschiedene Vorräume aufeinander. Von der Vordiele aus gelangte man in Damen-, Herren- und Speisezimmer, außerdem zur Diele, die als eigentlicher Hauptraum konzipiert war. Vor dem Speisezimmer lag eine Terrasse, ferner gab es einen Wintergarten mit Brunnen zwischen Speise- und Damenzimmer. Die Diele, von der aus die privateren Räumlichkeiten im Obergeschoss einschließlich Marmorbad zu erreichen waren, war als Hauptraum konzipiert und zwei Stockwerke hoch; die Decke bezeichnete Mannheimer als schimmernd „in dem Sinne, in dem Homer dieses Wort gebraucht.“ Die Diele war mit Eichenholz verkleidet und mit einem Gobelin geschmückt; das dreiteilige Fenster mit facettierten Verglasungen war auf der Außenseite mit einem gelblichen Kathedralschutzglas versehen, um ein möglichst warmes Licht zu erzeugen. „Hier vor allem“, so Mannheimer, „erweckt die Kunst Beutingers [...] selbst den Eindruck des Traditionsbildenden.“ | nicht erhalten                                              |      |
| Mönchseestraße 28, 30                                              | 1908/09 | Die Bauherren des Doppelwohnhauses hießen Koch & Mayer. Die Bauunternehmung Koch & Mayer wurde 1892 von Hermann Koch und Hermann Mayer gegründet. Bis 2001 waren Koch & Mayer in Heilbronn im Hoch- und Tiefbau tätig. Die Niederlassungen in Stuttgart und Reutlingen arbeiteten noch länger auf diesem Gebiet. 2013 wurde Insolvenzantrag gestellt. | erhalten, nicht denkmalgeschützt                            |      |
| Mörikestraße                                                       | um 1914 | Ein Ensemble in der Mörikestraße wurde 1914 in der Zeitschrift Der Profanbau abgebildet. |                                                             |      |
| Mozartstraße 10                                                    | 1906    | Ein Wohnhaus für den Bauunternehmer Friedrich Aichele mit zeittypischer Sandsteinfassade wurde von Beutinger & Steiner geplant, aber möglicherweise nicht in der Form ausgeführt, die das Planheft (Signatur A034-1850 im Heilbronner Stadtarchiv) zeigt. |                                                             |      |
| Neckarsulmer Straße 71                                             | 1907    | Das Haus Erb war das Wohnhaus des Gärtners Leonhard Erb in Heilbronn. Zu dem Anwesen gehörten auch Gewächshäuser. Die Bauakten samt Planheft von Beutinger & Steiner aus dem Jahr 1907 befinden sich unter der Signatur A034-3552 im Stadtarchiv Heilbronn. Die Bauten wurden offenbar im Zweiten Weltkrieg zerstört; wieder aufgebaut wurden Wohnhaus und Gewächshäuser unter dem Gärtner Karl Ehmann. Im Erdgeschoss des Hauses Erb befand sich eine Dreizimmerwohnung mit zwei Loggien, im Obergeschoss eine Vierzimmerwohnung. Die Grundrisse sowie drei Außenansichten des Hauses veröffentlichte J. Baum im Rahmen des Artikels Arbeiten der Architekten Beutinger und Steiner in Heilbronn in der Zeitschrift Die Kunst. Baum lobte nicht nur die äußere Gestaltung der Bauten von Beutinger & Steiner, sondern betonte außerdem, sie zeichneten sich in ihrem Inneren durch die Klarheit der Anordnung der Räume und wohltuende Sachlichkeit ihrer Ausstattung aus. Das Haus wurde auch in der Nr. 9 der Bauzeitung für Württemberg, Baden, Hessen, Elsass, Lothringen vorgestellt; ein Exemplar dieser Ausgabe befindet sich unter der Signatur D079-85 im Heilbronner Stadtarchiv. | wohl nicht erhalten                                         |      |
| Oststraße 24                                                       | 1911    | An der Ecke zur Lerchenstraße ließ der Arzt Karl Hoffmann ein Wohnhaus mit chirurgischer Privatklinik errichten. Später wurde das Gebäude als urologische Privatklinik genutzt und dafür erweitert, 1989 wurde es von der Evangelischen Heimstiftung zur Altenpflegeschule mit Wohnheim umgebaut, 2013 wurde es abgerissen. Die Bauakten tragen die Signatur A034-3795 im Stadtarchiv Heilbronn. | nicht erhalten                                              |      |
| Pfizerstraße 3                                                     | 1907/08 | Das Haus des Herrn Pohl wurde auf einer halben Seite in der Architektonischen Rundschau vorgestellt; das Stadtarchiv Heilbronn besitzt dieses Blatt unter der Signatur D079-90. Eine Außenansicht und zwei Grundrisse des Hauses finden sich in der Zeitschrift Moderne Bauformen, Band 8, 1909, S. 482. |                                                             |      |
| Salzstraße 79, 81, bzw. Gottlieb-Daimler-Str. 58                   | 1909    | Die Maschinenfabrik Kirsch & Mausser befand sich in der Salzstraße 79. Die Bauakten für diesen Industriebau befinden sich unter der Signatur A034-3767 im Stadtarchiv Heilbronn. Dieses besitzt auch ein Gemälde des Bauwerks von Karl Purrmann, der offenbar die meisten Beutinger-&-Steiner-Entwürfe, die in Der Industriebau veröffentlicht wurden, in Gemälden oder Zeichnungen dokumentierte. Das Unternehmen Kirsch & Mausser war von Wilhelm Kirsch und Ernst Mausser gegründet worden. Nachdem es in den 1930er Jahren offenbar in Schwierigkeiten geraten war, schied Wilhelm Kirsch als Geschäftsführer aus. Der Kaufmann Karl Wink trat stattdessen ein. Kirsch & Mausser wurde offenbar von der Maschinenfabrik Gimborn bzw. Probat übernommen. Um 1934/35 kauften Hugo Borst bzw. die Firma Eugen Weisser das Grundstück. - Walter Gropius stellte die Maschinenfabrik Kirsch & Mausser 1911 in einem Vortrag mit dem Titel Monumentale Kunst und Industriebau als besonders gelungenes Bauwerk vor. | teilweise erhalten                                          |      |
| Sontheimer Straße 105/1                                            | um 1906 | Das Haus Ströble war das Wohnhaus des Gärtners Richard Ströble. Die Bauakten aus der Zeit von 1906 bis 1972 befinden sich unter der Signatur A034-811 im Heilbronner Stadtarchiv. J. Baum stellte 1910 in dem Artikel Arbeiten der Architekten Beutinger und Steiner in Heilbronn in der Zeitschrift Die Kunst etliche Bauten und andere Erzeugnisse des Architekturbüros Beutinger und Steiner vor. Eine Außenansicht des Hauses Ströble sowie die Grundrisse von Erd- und erstem Obergeschoss sind dort zu finden. Im Gegensatz zu dem ebenfalls in diesem Artikel vorgestellten Haus des Ströbleschen Berufskollegen Erb, das zwei abgeschlossene Wohnungen ohne Bäder enthielt, war das Haus Ströble offensichtlich als Einfamilienhaus konzipiert und luxuriöser ausgestattet. Es besaß mehrere Ausgänge, ein Badezimmer, ein extra Schrankzimmer sowie ein Gästezimmer, überdies war ein Mädchenzimmer auf demselben Stockwerk untergebracht wie die Zimmer der Herrschaften. Das Haus war innerhalb von fünf Monaten zum Teil in Massivbauweise errichtet worden; die Baukosten beliefen sich auf 17.000 Mark. Über dem Gewölbekeller befanden sich zwei Geschosse mit Wohn- und Schlafzimmern etc. für die Familie des Hausbesitzers, im ausgebauten Dachgeschoss waren Schlafräume für das Personal untergebracht. Während die Giebel mit Eichenschindeln verkleidet waren, zeigte der Rest der Fassaden rauen grauen Putz sowie zum Teil Verkleidungen aus einheimischem blauem Kalkstein. Das Dach war mit roten Biberschwänzen gedeckt. | nicht erhalten                                              |      |
| Südstraße 80, 82                                                   | 1910/11 | Bauherr des Hauses war der Malermeister W. Krail. Das Gebäude war als Mietshaus mit kleinen Dreizimmerwohnungen konzipiert, die keine Bäder enthielten. Es besitzt neobarocke Portalgewände mit Figurenschmuck und weist Giebelreliefs auf. Die Felderung der Fensterläden entspricht Gestaltungsprinzipien des Jugendstils. | erhalten, denkmalgeschützt                                  |      |
| Sülmerstraße 23, 25                                                | 1903    | Das Haus wurde von Beutinger & Steiner nicht neu errichtet, aber die Fachwerkfassade wurde beim Umbau offenbar von ihnen geplant. Die Bauakten befinden sich unter der Signatur A034-3249 im Stadtarchiv Heilbronn. |                                                             |      |
| Untere Neckarstraße 16                                             | 1909    | Die Kaufleute Karl und Otto Kleinlogel ließen 1909 ein Wohn- und Geschäftshaus errichten. Die Bauakten befinden sich unter der Signatur A034-3395 im Heilbronner Stadtarchiv. |                                                             |      |
| Werderstraße 138                                                   | 1906    | Karl Geiger, August Stadler und Eugen Walz waren Arbeiter in der Silberwarenfabrik Bruckmann. Ihre Wohnungen in dem Eckhaus Werderstraße 138, die laut Denkmaltopographie in Eigeninitiative errichtet wurden, enthielten bereits Badezimmer. Die Fassade des Hauses ist frei von historistischen Dekorationselementen. Einige Fenster sind mit geometrisierenden reliefartigen Ornamenten geschmückt. Mit der Verschindelung der Giebelwand und der Integration polygonaler Erker in die Wandfläche verwendeten Beutinger und Steiner hier Elemente, die für den Heimatstil typisch sind. | erhalten, denkmalgeschützt                                  |      |
| Wilhelmstraße 17                                                   | 1907/08 | Der Kaufmann Friedrich Mössner ließ sich ein Wohn- und Geschäftshaus mit Sandsteinfassade bauen. In Anlehnung an den Jugendstil wurden hier diverse historische Stilelemente frei verwendet. | erhalten, denkmalgeschützt                                  |      |
| Zehentgasse 21 u. U.                                               | 1909    | Bäcker Heinrich Hofmann (oder Hoffmann) ließ 1909 ein neues Wohnhaus samt Hintergebäude errichten. Die Bauakten befinden sich unter Signatur A034-3102 im Stadtarchiv Heilbronn. |                                                             |      |

### Lauffen am Neckar
| Adresse | Baujahr    | Geschichte und Beschreibung | Status | Bild |
| ------- | ---------- | --- | ------ | ---- |
|         | um 1910/14 | Das Württembergische Portlandzementwerk wurde 1911 um eine neue Mühle und einen Verwaltungsbau von Beutinger & Steiner ergänzt. Eine Abbildung in Die deutsche Stadt trägt die Unterschrift „Hofansicht der Rohmühle der Portlandzementwerke in Leuschen. Architekten Beutinger & Steiner, Heilbronn-Stuttgart.“ |        |      |
|         | um 1910/15 | Beutinger & Steiner planten in Lauffen auch das Wasserkraftwerk Neckarwestheim. |        |      |

### Neckargartach
| Adresse             | Baujahr | Geschichte und Beschreibung | Status                     | Bild |
| ------------------- | ------- | --- | -------------------------- | ---- |
| Böckinger Straße 98 | 1904    | Das Angestelltenwohnhaus für die Neckargartacher Dampfziegelei wurde als zweieinhalbgeschossiger Bau entworfen, der drei Dreizimmerwohnungen enthielt. Es besitzt einen Sichtfachwerkgiebel mit einem überdachten Erker. Die Strukturierung der Fassade durch Ziegelornamentik stellt einen Bezug zum ursprünglichen Zweck bzw. dem Bauherrn her. Erhalten geblieben sind neben der originalen Einfriedung auch Teile der Innenausstattung wie gefelderte Türen und gedrechselte Geländerbaluster. | erhalten, denkmalgeschützt |      |

### Osnabrück
| Adresse | Baujahr | Geschichte und Beschreibung | Status | Bild |
| ------- | ------- | --------------------------- | ------ | ---- |
|         | 1903/04 | Grufthaus                   |        |      |

### Schwäbisch Hall
| Adresse             | Baujahr | Geschichte und Beschreibung | Status                     | Bild |
| ------------------- | ------- | --- | -------------------------- | ---- |
| Katharinenstraße 10 | 1903/04 | Die Villa Hagenmeyer wurde für den Heilbronner Werkmeister Julius Hagenmeyer an der damals neu angelegten Katharinenstraße errichtet. Das zweigeschossige Bauwerk mit versetzten Satteldächern, einem Giebelvorstoß und ornamentaler Verbretterung im Giebelfeld weist noch Einflüsse der Darmstädter Jugendstiltradition auf. | erhalten, denkmalgeschützt |      |

### Sontheim (Heilbronn)
| Adresse                | Baujahr | Geschichte und Beschreibung | Status | Bild |
| ---------------------- | ------- | --- | ------ | ---- |
| Kreuzäckerstraße 6     | 1910/11 | Das Nettel-Camerawerk war 1902 von dem Stuttgarter Architekten Philipp Jakob Manz geplant worden. Den Anbau, der später nötig wurde, gestalteten Beutinger & Steiner. Die Bauakten befinden sich unter der Signatur A034-3754 im Stadtarchiv Heilbronn.                                 |        |      |
| Heilbronner Straße 122 | 1910    | Die Karosseriefabrik Fr. Barth & Co. nutzte das Bauwerk, das im Industriebau 12 vom 15. Dezember 1914, S. 251 ff. vorgestellt wurde, bis etwa 1928. Danach bezog die Firma Amos die Räume. Unterlagen zu Barth & Co. befinden sich unter der Signatur ZS-6124 im Stadtarchiv Heilbronn. |        |      |

### Weinsberg
| Adresse       | Baujahr | Geschichte und Beschreibung | Status          | Bild |
| ------------- | ------- | --- | --------------- | ---- |
|               | um 1914 | Karosseriewerke Weinsberg |                 |      |
|               |         | Beutinger & Steiner kamen bei dem Wettbewerb um die Planung des Gemeindehauses mit Turn- und Festhalle zwar nur auf Platz 2 hinter dem Architekten Hermann Distel aus Hamburg, doch sollte ihr Entwurf dennoch der Ausführung zu Grunde gelegt werden.                                                                                               |                 |      |
| Hildtstraße 7 | 1907    | Das Haus Seitz in Weinsberg wurde in Moderne Bauformen 8, 1909, auf S. 483 (Außenansicht) und 484 (Grundrisse) vorgestellt. Beutinger & Steiner planten es zusammen mit Oberamtsbaumeister Schmauk aus Weinsberg. Das Haus enthielt mehrere abgeschlossene Wohnungen mit Loggien. Die Räumlichkeiten waren um großzügige zentrale Dielen angeordnet. | 2020 abgerissen |      |